# Liga Nacional Intermedia de Voleibol Femenino 2025
La Liga Nacional Intermedia de Voleibol (LNIV) es la segunda división del voleibol en Perú, y su edición 2025, la vigésimo segunda. El torneo comenzó el 19 de enero y concluyó el 9 de marzo, bajo la organización de la Federación Peruana de Voleibol (FPV). 
Doce clubes de cinco regiones participaron en la primera fase: seis de Lima, tres de Arequipa, uno de San Martín, uno de Junín y uno de Lambayeque. Esta etapa, disputada en tres series regionales, definió a los cuatro equipos clasificados al cuadrangular final de la segunda fase: dos de la serie A en Lima, uno de la serie B en Arequipa y uno de la serie C en Chiclayo. 
El cuadrangular final de la segunda fase se llevó a cabo en Lima con los cuatro (4) mejores equipos de las series A, B y C. En esta instancia, el club Kazoku No Perú se proclamó campeón de la Liga Nacional Intermedia de Voleibol 2025, logrando ascender por primera vez a la Liga Peruana de Vóley Femenino. Por otro lado, Deportivo Alianza obtuvo el subcampeonato y disputó la revalidación 2025 el 15 de marzo de 2025 contra Deportivo Wanka. 

## Equipos participantes
Este torneo cuenta con la participación de: 
-Los ocho equipos que no lograron ascender a la Liga Peruana de Vóley Femenino 2024-2025 en la Liga Nacional Intermedia de Voleibol Femenino 2024: Academia Italiana de Voleibol (ex Real Mariscal Cáceres), Molivoleibol, Atlético Faraday, Fundación Taybor, Porvenir Boys, Sumak Selva, Sport Performance y Kazoku No Perú. 
-El equipo descendido de la Liga Nacional Superior de Voleibol Femenino 2023-2024: Deportivo Alianza.
-El campeón del Torneo Metropolitano Akira Kato: CDC El Golazo de Los Olivos (Lima).  
-El campeón y el subcampeón del Campeonato Nacional de Clubes Campeones Akira Kato 2024: CSD Atlético Power de El Tambo-Huancayo (Junín) y CDS Nueva Generación de Chiclayo (Lambayeque), respectivamente.   
Pese a su tercer lugar en la edición 2024, Star Net de Trujillo no participó en esta temporada, al igual que Los Brillantes de Chimbote.     
| N.º | Clubes                        | Regiones   | Entrenadores     | Capitanas     | Extranjeras     | Extranjeras    | Extranjeras   |
| --- | ----------------------------- | ---------- | ---------------- | ------------- | --------------- | -------------- | ------------- |
| 1   | Atlético Faraday              | Arequipa   | Juan Casillas    |               |                 |                |               |
| 2   | Fundación Taybor              | Arequipa   | Raúl Taype       |               |                 |                |               |
| 3   | Porvenir Boys                 | Arequipa   |                  |               |                 |                |               |
| 4   | CSD Atlético Power            | Junín      | Marleny Luna     | Raquel Andía  |                 |                |               |
| 5   | CDS Nueva Generación          | Lambayeque |                  |               |                 |                |               |
| 6   | Deportivo Alianza             | Lima       | Moisés Ali       |               | Iberia Chourio  |                |               |
| 7   | Kazoku No Perú                | Lima       | Arturo Gambini   | Dayhan Pinedo | Anyoleth Longas |                |               |
| 8   | Academia Italiana de Voleibol | Lima       | Davide Bozzano   |               |                 |                |               |
| 9   | Sport Performance             | Lima       | Héctor Agurto    | Kiara Carrión |                 |                |               |
| 10  | Molivoleibol                  | Lima       | Carlos Maldonado | Kenia Mendoza | Alleah Dallas   | Kiersten Kerch | Kenia Mendoza |
| 11  | CDC El Golazo                 | Lima       | Arturo Loja      |               |                 |                |               |
| 12  | Sumak Selva                   | San Martín |                  |               |                 |                |               |

### Relevos de esta temporada
|   | Descendió de la LNSV 2023-24 |
| - | ---------------------------- |
| 1 | Deportivo Alianza            |

|   | Ascendieron a la LNIV 2025 |
| - | -------------------------- |
| 1 | CDC El Golazo              |
| 2 | CSD Atlético Power         |
| 3 | CDS Nueva Generación       |

## Transferencias destacadas
| N.° | Jugadora/Técnico   | Posición            | Club 2023-2024                | Nuevo club        |
| --- | ------------------ | ------------------- | ----------------------------- | ----------------- |
| 1   | Alleah Dallas      | Bloqueadora central | Stephen F. Austin Lumberjacks | Molivoleibol      |
| 2   | Kiersten Kerch     | Opuesta             | -                             | Molivoleibol      |
| 3   | Wendy Flores       | Líbero              | Rebaza Acosta                 | Sport Performance |
| 4   | Xiomeli Valencia   | Bloqueadora central | Club Atlético Atenea          | Sport Performance |
| 5   | Valeria Bergerot   | Receptora           | Géminis                       | Kazoku No Perú    |
| 6   | Meylin Encarnación | Receptora           | ACD Túpac Amaru               | Kazoku No Perú    |

## Primera fase

### Serie A

#### Primera etapa
La serie A estuvo integrada por seis equipos de Lima (Deportivo Alianza, Sport Performance, Molivoleibol, Academia Italiana de Voleibol, CDC El Golazo y Club de Voleibol Kazoku No Perú) y el CSD Atlético Power de Junín. Los siete clubes disputaron dos etapas para definir a sus dos representantes en el cuadrangular final de la LNIV 2025. En la primera, jugaron una ronda todos contra todos en el coliseo del Colegio La Salle de Breña, donde se definieron los cuatro semifinalistas. En la segunda, se disputaron las semifinales, el partido por el tercer puesto y la final de la serie.  

##### Clasificación
Cada triunfo por 3-0 y por 3-1 otorga 3 puntos al equipo ganador y cada triunfo por 3-2 otorga 2 puntos al equipo ganador y 1 punto al equipo perdedor. Si hay empate en puntos, se desempata teniendo en cuenta la cantidad de partidos ganados. Si el empate persiste, el ratio de sets. Si el empate continúa, el ratio de puntos.
- Última actualización: 24 de febrero de 2025.

| Pos. | Equipos                       | Puntajes | Partidos | Partidos | Partidos | Resultados | Resultados | Resultados | Resultados | Resultados | Resultados | Sets | Sets | Sets  | Puntos | Puntos | Puntos | Rival en semifinales |
| Pos. | Equipos                       | Puntajes | PJ       | PG       | PP       | 3-0        | 3-1        | 3-2        | 2-3        | 1-3        | 0-3        | SG   | SP   | Ratio | PG     | PP     | Ratio  | Rival en semifinales |
| ---- | ----------------------------- | -------- | -------- | -------- | -------- | ---------- | ---------- | ---------- | ---------- | ---------- | ---------- | ---- | ---- | ----- | ------ | ------ | ------ | -------------------- |
| 1.°  | Sport Performance             | 16       | 6        | 5        | 1        | 4          | 1          |            | 1          |            |            | 17   | 4    | 4.250 | 496    | 406    | 1.221  | Kazoku No Perú       |
| 2.°  | Molivoleibol                  | 13       | 6        | 5        | 1        | 2          | 1          | 2          |            | 1          |            | 16   | 8    | 2.000 | 535    | 470    | 1.138  | Deportivo Alianza    |
| 3°   | Deportivo Alianza             | 13       | 6        | 4        | 2        | 1          | 3          |            | 1          |            | 1          | 14   | 9    | 1.555 | 535    | 470    | 1.138  | Molivoleibol         |
| 4.°  | Kazoku No Perú                | 11       | 6        | 4        | 2        | 1          | 1          | 2          | 1          |            | 1          | 14   | 11   | 1.272 | 566    | 522    | 1.084  | Sport Performance    |
| 5.°  | CDC El Golazo                 | 6        | 6        | 2        | 4        | 2          |            |            |            | 3          | 1          | 9    | 12   | 0.750 | 437    | 465    | 0.939  | Eliminados           |
| 6.°  | Academia Italiana de Voleibol | 3        | 6        | 1        | 5        |            |            | 1          | 1          | 2          | 2          | 7    | 17   | 0.412 | 483    | 543    | 0.890  | Eliminados           |
| 7.°  | CSD Atlético Power            | 1        | 6        |          | 6        |            |            |            | 1          |            | 5          | 2    | 18   | 0.111 | 308    | 484    | 0.636  | Eliminados           |

##### Resultados
El orden cronológico de las fechas quedó completamente alterado con el fin de favorecer la participación de Atlético Power de Junín, que debe visitar Lima para poder participar del heptagonal.  
| Semana 1 | Semana 1    | Semana 1 | Semana 1                      | Semana 1 | Semana 1           | Semana 1 | Semana 1 | Semana 1 | Semana 1 | Semana 1 | Semana 1 |
| N.°      | Fecha       | Hora     | Equipo 1                      | Res.     | Equipo 2           | Set 1    | Set 2    | Set 3    | Set 4    | Set 5    | Total    |
| -------- | ----------- | -------- | ----------------------------- | -------- | ------------------ | -------- | -------- | -------- | -------- | -------- | -------- |
| 1        | 19 de enero | 15:00    | Kazoku No Perú                | 3-0      | CSD Atlético Power | 25-15    | 25-11    | 25-17    | x        | x        | 75-43    |
| 2        | 19 de enero | 16:30    | Academia Italiana de Voleibol | 0-3      | CDC El Golazo      | 17-25    | 21-25    | 22-25    | x        | x        | 60-75    |

| Semana 2 | Semana 2    | Semana 2 | Semana 2                      | Semana 2 | Semana 2           | Semana 2 | Semana 2 | Semana 2 | Semana 2 | Semana 2 | Semana 2 |
| N.°      | Fecha       | Hora     | Equipo 1                      | Res.     | Equipo 2           | Set 1    | Set 2    | Set 3    | Set 4    | Set 5    | Total    |
| -------- | ----------- | -------- | ----------------------------- | -------- | ------------------ | -------- | -------- | -------- | -------- | -------- | -------- |
| 3        | 25 de enero | 17:00    | Sport Performance             | 2-3      | Molivoleibol       | 18-25    | 25-15    | 22-25    | 25-14    | 9-15     | 99-94    |
| 4        | 25 de enero | 18:30    | Deportivo Alianza             | 3-0      | CSD Atlético Power | 25-9     | 25-15    | 25-13    | x        | x        | 75-37    |
| 5        | 26 de enero | 15:00    | CSD Atlético Power            | 0-3      | Molivoleibol       | 17-25    | 12-25    | 13-25    | x        | x        | 42-75    |
| 6        | 26 de enero | 16:30    | Academia Italiana de Voleibol | 1-3      | Sport Performance  | 25-19    | 18-25    | 15-25    | 23-25    | x        | 81-94    |

| Semana 3 | Semana 3     | Semana 3 | Semana 3          | Semana 3 | Semana 3                      | Semana 3 | Semana 3 | Semana 3 | Semana 3 | Semana 3 | Semana 3 |
| N.°      | Fecha        | Hora     | Equipo 1          | Res.     | Equipo 2                      | Set 1    | Set 2    | Set 3    | Set 4    | Set 5    | Total    |
| -------- | ------------ | -------- | ----------------- | -------- | ----------------------------- | -------- | -------- | -------- | -------- | -------- | -------- |
| 7        | 1 de febrero | 17:00    | Deportivo Alianza | 3-1      | CDC El Golazo                 | 23-25    | 25-16    | 25-18    | 25-16    | x        | 98-75    |
| 8        | 1 de febrero | 18:30    | Kazoku No Perú    | 2-3      | Molivoleibol                  | 22-25    | 19-25    | 26-24    | 25-23    | 10-15    | 102-112  |
| 9        | 2 de febrero | 15:00    | Kazoku No Perú    | 3-2      | Academia Italiana de Voleibol | 23-25    | 20-25    | 25-15    | 25-12    | 15-11    | 108-88   |
| 10       | 2 de febrero | 16:30    | Deportivo Alianza | 3-1      | Molivoleibol                  | 17-25    | 25-16    | 25-19    | 25-22    | x        | 92-82    |

| Semana 4 | Semana 4     | Semana 4 | Semana 4           | Semana 4 | Semana 4                      | Semana 4 | Semana 4 | Semana 4 | Semana 4 | Semana 4 | Semana 4 |
| N.°      | Fecha        | Hora     | Equipo 1           | Res.     | Equipo 2                      | Set 1    | Set 2    | Set 3    | Set 4    | Set 5    | Total    |
| -------- | ------------ | -------- | ------------------ | -------- | ----------------------------- | -------- | -------- | -------- | -------- | -------- | -------- |
| 11       | 8 de febrero | 17:00    | CDC El Golazo      | 0-3      | Sport Performance             | 17-25    | 18-25    | 18-25    | x        | x        | 53-75    |
| 12       | 8 de febrero | 18:30    | CSD Atlético Power | 2-3      | Academia Italiana de Voleibol | 15-25    | 25-20    | 22-25    | 26-24    | 9-15     | 97-109   |
| 13       | 9 de febrero | 15:00    | Sport Performance  | 3-0      | CSD Atlético Power            | 25-14    | 25-15    | 25-22    | x        | x        | 75-51    |
| 14       | 9 de febrero | 16:30    | Molivoleibol       | 3-0      | Academia Italiana de Voleibol | 25-23    | 25-19    | 27-25    | x        | x        | 77-67    |

| Semana 5 | Semana 5      | Semana 5 | Semana 5          | Semana 5 | Semana 5                      | Semana 5 | Semana 5 | Semana 5 | Semana 5 | Semana 5 | Semana 5 |
| N.°      | Fecha         | Hora     | Equipo 1          | Res.     | Equipo 2                      | Set 1    | Set 2    | Set 3    | Set 4    | Set 5    | Total    |
| -------- | ------------- | -------- | ----------------- | -------- | ----------------------------- | -------- | -------- | -------- | -------- | -------- | -------- |
| 15       | 15 de febrero | 17:00    | CDC El Golazo     | 1-3      | Kazoku No Perú                | 20-25    | 24-26    | 25-23    | 22-25    | x        | 91-99    |
| 16       | 15 de febrero | 18:30    | Deportivo Alianza | 3-1      | Academia Italiana de Voleibol | 25-17    | 25-21    | 17-25    | 25-15    | x        | 92-78    |
| 17       | 16 de febrero | 15:00    | Sport Performance | 3-0      | Kazoku No Perú                | 26-24    | 25-18    | 25-19    | x        | x        | 76-61    |
| 18       | 16 de febrero | 16:30    | CDC El Golazo     | 3-0      | CSD Atlético Power            | 25-8     | 25-15    | 25-15    | x        | x        | 75-38    |

| Semana 6 | Semana 6      | Semana 6 | Semana 6          | Semana 6 | Semana 6          | Semana 6 | Semana 6 | Semana 6 | Semana 6 | Semana 6 | Semana 6 |
| N.°      | Fecha         | Hora     | Equipo 1          | Res.     | Equipo 2          | Set 1    | Set 2    | Set 3    | Set 4    | Set 5    | Total    |
| -------- | ------------- | -------- | ----------------- | -------- | ----------------- | -------- | -------- | -------- | -------- | -------- | -------- |
| 19       | 22 de febrero | 17:00    | Deportivo Alianza | 0-3      | Sport Performance | 23-25    | 25-27    | 18-25    | x        | x        | 66-77    |
| 20       | 22 de febrero | 18:30    | Molivoleibol      | 3-1      | CDC El Golazo     | 25-20    | 20-25    | 25-9     | 25-14    | x        | 95-68    |
| 21       | 23 de febrero | 15:00    | Deportivo Alianza | 2-3      | Kazoku No Perú    | 19-25    | 23-25    | 25-23    | 35-33    | 10-15    | 112-121  |

#### Segunda etapa

##### Semifinales
Tras la primera etapa, las semifinales se disputaron así: el primero enfrentó al cuarto y el segundo al tercero. 
| N.° | Fecha      | Hora  | Equipo 1          | Res. | Equipo 2          | Set 1 | Set 2 | Set 3 | Set 4 | Set 5 | Total   |
| --- | ---------- | ----- | ----------------- | ---- | ----------------- | ----- | ----- | ----- | ----- | ----- | ------- |
| 22  | 1 de marzo | 17:00 | Sport Performance | 2-3  | Kazoku No Perú    | 25-21 | 20-25 | 25-20 | 24-26 | 9-15  | 103-107 |
| 23  | 1 de marzo | 18:30 | Molivoleibol      | 1-3  | Deportivo Alianza | 21-25 | 25-21 | 21-25 | 21-25 | x     | 88-96   |

##### Tercer lugar
| N.° | Fecha      | Hora  | Equipo 1          | Res. | Equipo 2     | Set 1 | Set 2 | Set 3 | Set 4 | Set 5 | Total |
| --- | ---------- | ----- | ----------------- | ---- | ------------ | ----- | ----- | ----- | ----- | ----- | ----- |
| 24  | 2 de marzo | 15:00 | Sport Performance | 3-0  | Molivoleibol | 25-19 | 25-20 | 27-25 | x     | x     | 77-64 |

##### Final
| N.° | Fecha      | Hora  | Equipo 1       | Res. | Equipo 2          | Set 1 | Set 2 | Set 3 | Set 4 | Set 5 | Total |
| --- | ---------- | ----- | -------------- | ---- | ----------------- | ----- | ----- | ----- | ----- | ----- | ----- |
| 25  | 2 de marzo | 16:30 | Kazoku No Perú | 1-3  | Deportivo Alianza | 15-25 | 25-22 | 13-25 | 15-25 | x     | 68-97 |

### Serie B
La serie B se disputó de ida y vuelta en Arequipa entre los equipos mistianosClub Atlético Faraday, Club Fundación Taybor y Academia Porvenir Boys.

#### Clasificación
Última actualización: 2 de marzo de 2025.
| Pos. | Equipos          | Puntajes | Partidos | Partidos | Partidos | Resultados | Resultados | Resultados | Resultados | Resultados | Resultados | Sets | Sets | Sets  | Puntos | Puntos | Puntos | Detalle                     |
| Pos. | Equipos          | Puntajes | PJ       | PG       | PP       | 3-0        | 3-1        | 3-2        | 2-3        | 1-3        | 0-3        | SG   | SP   | Ratio | PG     | PP     | Ratio  | Detalle                     |
| ---- | ---------------- | -------- | -------- | -------- | -------- | ---------- | ---------- | ---------- | ---------- | ---------- | ---------- | ---- | ---- | ----- | ------ | ------ | ------ | --------------------------- |
| 1°   | Atlético Faraday | 12       | 4        | 4        |          | 4          |            |            |            |            |            | 12   |      | MAX.  | 300    | 196    | 1.531  | Clasificado al cuadrangular |
| 2°   | Fundación Taybor | 6        | 4        | 2        | 2        | 2          |            |            |            |            | 2          | 6    | 6    | 1.000 | 272    | 251    | 1.084  | Eliminados                  |
| 3°   | Porvenir Boys    | 0        | 4        |          | 4        |            |            |            |            |            | 4          |      | 12   | 0.000 | 177    | 302    | 0.586  | Eliminados                  |

#### Resultados
| N.° | Fecha              | Hora  | Coliseo                  | Equipo 1         | Res. | Equipo 2         | Set 1 | Set 2 | Set 3 | Set 4 | Set 5 | Total |
| --- | ------------------ | ----- | ------------------------ | ---------------- | ---- | ---------------- | ----- | ----- | ----- | ----- | ----- | ----- |
| 1   | 15 de febrero      | 15:00 | Coliseo Miguel Grau      | Fundación Taybor | 3-0  | Porvenir Boys    | 25-17 | 25-11 | 25-19 | x     | x     | 75-47 |
| 2   | 16 y 20 de febrero |       | Miguel Grau y La Chavela | Atlético Faraday | 3-0  | Porvenir Boys    | 25-14 | 25-18 | 25-9  | x     | x     | 75-41 |
| 3   | 22 de febrero      |       | Coliseo Miguel Grau      | Porvenir Boys    | 0-3  | Fundación Taybor | 10-25 | 19-25 | 25-27 | x     | x     | 54-77 |
| 4   | 23 de febrero      |       | Coliseo El Niño          | Atlético Faraday | 3-0  | Fundación Taybor | 25-21 | 25-18 | 25-20 | x     | x     | 75-59 |
| 5   | 1 de marzo         | 15:00 | Coliseo Carlos Pozzo     | Porvenir Boys    | 0-3  | Atlético Faraday | 9-25  | 9-25  | 17-25 | x     | x     | 35-75 |
| 6   | 2 de marzo         | 13:00 | Coliseo Miguel Grau      | Fundación Taybor | 0-3  | Atlético Faraday | 23-25 | 15-25 | 23-25 | x     | x     | 61-75 |

### Serie C
La serie C se disputó con partidos de ida y vuelta entre Nueva Generación de Chiclayo y Sumak Selva de Tarapoto. Inicialmente programados para el 22 y 23 de febrero, los encuentros fueron postergados y finalmente se jugaron el 1 y 2 de marzo en el Coliseo Cerrado de Chiclayo.

#### Clasificación
- Última actualización: 2 de marzo de 2025

| Pos. | Equipos              | Puntajes | Partidos | Partidos | Partidos | Resultados | Resultados | Resultados | Resultados | Resultados | Resultados | Sets | Sets | Sets  | Puntos | Puntos | Puntos | Detalle                     |
| Pos. | Equipos              | Puntajes | PJ       | PG       | PP       | 3-0        | 3-1        | 3-2        | 2-3        | 1-3        | 0-3        | SG   | SP   | Ratio | PG     | PP     | Ratio  | Detalle                     |
| ---- | -------------------- | -------- | -------- | -------- | -------- | ---------- | ---------- | ---------- | ---------- | ---------- | ---------- | ---- | ---- | ----- | ------ | ------ | ------ | --------------------------- |
| 1°   | CDS Nueva Generación | 6        | 2        | 2        |          | 2          |            |            |            |            |            | 6    |      | MÁX.  | 151    | 113    | 1.336  | Clasificado al cuadrangular |
| 2°   | Sumak Selva          | 0        | 2        |          | 2        |            |            |            |            |            | 2          |      | 6    | 0.000 | 113    | 151    | 0.748  | Eliminado                   |

#### Resultados
| N.° | Fecha      | Hora  | Local                | Res. | Visita               | Set 1 | Set 2 | Set 3 | Set 4 | Set 5 | Total |
| --- | ---------- | ----- | -------------------- | ---- | -------------------- | ----- | ----- | ----- | ----- | ----- | ----- |
| 1   | 1 de marzo | 20:30 | Sumak Selva          | 0-3  | CDS Nueva Generación | 17-25 | 17-25 | 22-25 | x     | x     | 56-75 |
| 2   | 2 de marzo | 10:00 | CDS Nueva Generación | 3-0  | Sumak Selva          | 26-24 | 25-18 | 25-15 | x     | x     | 76-57 |

## Segunda fase: cuadrangular final
El ganador del cuadrangular será declarado campeón y ascenderá directamente a la LPV 2025-26; mientras que el segundo lugar del cuadrangular será declarado subcampeón y podrá jugar la Revalidación 2025 contra el penúltimo de la LPV 2024-25.      

### Clasificación
- Última actualización: 9 de marzo de 2025.

| Pos. | Equipos              | Puntajes | Partidos | Partidos | Partidos | Resultados | Resultados | Resultados | Resultados | Resultados | Resultados | Sets | Sets | Sets  | Puntos | Puntos | Puntos | Detalle                     |
| Pos. | Equipos              | Puntajes | PJ       | PG       | PP       | 3-0        | 3-1        | 3-2        | 2-3        | 1-3        | 0-3        | SG   | SP   | Ratio | PG     | PP     | Ratio  | Detalle                     |
| ---- | -------------------- | -------- | -------- | -------- | -------- | ---------- | ---------- | ---------- | ---------- | ---------- | ---------- | ---- | ---- | ----- | ------ | ------ | ------ | --------------------------- |
| 1°   | Kazoku No Perú       | 8        | 3        | 3        |          | 1          | 1          | 1          |            |            |            | 9    | 3    | 3.000 | 280    | 225    | 1.244  | Asciende a la LPV 2025-26   |
| 2°   | Deportivo Alianza    | 7        | 3        | 2        | 1        | 2          |            |            | 1          |            |            | 8    | 3    | 2.667 | 254    | 193    | 1.316  | Jugará la Revalidación 2025 |
| 3°   | Atlético Faraday     | 3        | 3        | 1        | 2        |            | 1          |            |            | 1          | 1          | 4    | 7    | 0.571 | 214    | 253    | 0.846  | Eliminados                  |
| 4°   | CDS Nueva Generación | 0        | 3        |          | 3        |            |            |            |            | 1          | 2          | 1    | 9    | 0.111 | 167    | 244    | 0.684  | Eliminados                  |

### Resultados
| N.° | Fecha      | Hora  | Equipo 1          | Res. | Equipo 2             | Set 1 | Set 2 | Set 3 | Set 4 | Set 5 | Total   |
| --- | ---------- | ----- | ----------------- | ---- | -------------------- | ----- | ----- | ----- | ----- | ----- | ------- |
| 1   | 7 de marzo | 18:00 | Deportivo Alianza | 3-0  | CDS Nueva Generación | 25-21 | 25-12 | 25-18 | x     | x     | 75-51   |
| 2   | 7 de marzo | 19:30 | Kazoku No Perú    | 3-1  | Atlético Faraday     | 25-23 | 25-23 | 24-26 | 25-12 | x     | 99-84   |
| 3   | 8 de marzo | 18:00 | Deportivo Alianza | 3-0  | Atlético Faraday     | 25-11 | 25-8  | 25-17 | x     | x     | 75-36   |
| 4   | 8 de marzo | 19:30 | Kazoku No Perú    | 3-0  | CDS Nueva Generación | 25-15 | 25-14 | 25-8  | x     | x     | 75-37   |
| 5   | 9 de marzo | 15:00 | Atlético Faraday  | 3-1  | CDS Nueva Generación | 25-18 | 25-16 | 19-25 | 25-20 | x     | 94-79   |
| 6   | 9 de marzo | 16:30 | Deportivo Alianza | 2-3  | Kazoku No Perú       | 20-25 | 25-23 | 25-18 | 21-25 | 13-15 | 104-106 |

## Revalidación 2025
La revalidación enfrentó al penúltimo del cuadrangular por la permanencia contra el subcampeón de la Liga Nacional Intermedia de Voleibol Femenino 2025. La serie se jugó a partido único ya que ambos equipos son de Lima o Callao.
| Revalidación 2025 | Revalidación 2025 | Revalidación 2025 | Revalidación 2025       | Revalidación 2025 | Revalidación 2025    | Revalidación 2025 | Revalidación 2025 | Revalidación 2025 | Revalidación 2025 | Revalidación 2025 | Revalidación 2025 | Revalidación 2025 |
| Fecha             | Hora              | Partido           | Penúltimo LPV 2024-2025 | Res.              | Subcampeón LNIV 2025 | S1                | S2                | S3                | S4                | S5                | Total             | MVP               |
| ----------------- | ----------------- | ----------------- | ----------------------- | ----------------- | -------------------- | ----------------- | ----------------- | ----------------- | ----------------- | ----------------- | ----------------- | ----------------- |
| 15 de marzo       | 12:30             | Definitorio       | Deportivo Wanka         | 3-1               | Deportivo Alianza    | 25-15             | 21-25             | 25-23             | 25-11             | x                 | 96-74             | Jessenia Uceda    |

## Podio de la LNIV 2025
|                             |                           |                     |
| Kazoku No Perú              | Deportivo Alianza         | Atlético Faraday    |
| Ascendió a la LPV 2025-2026 | Jugó la Revalidación 2025 | Jugará la LNIV 2026 |
| Medalla de oro              | Medalla de plata          | Medalla de bronce   |